# Jesús Izquierdo Carrillo
Jesús Izquierdo Carrillo, más conocido como Jesús Izquierdo, (Campos del Río, Murcia, 14 de febrero de 1991) es un jugador de fútbol sala español que juega como cierre en el Jimbee Cartagena de la Primera División de fútbol sala.

## Carrera
Jesús comenzó su carrera en las categorías inferiores de ElPozo Murcia, en cuyo filial jugó en la temporada 2012-13.
En la temporada 2013-14, forma parte de la primera plantilla de ElPozo Murcia. Tras no disponer de muchos minutos, en 2014 se marchó a tierras navarras para jugar en el Ribera Navarra Fútbol Sala, donde jugaría un total de 31 encuentros.
El 23 de junio de 2015, firma por el Plásticos Romero Cartagena de la Segunda División de fútbol sala, con el que logra el ascenso a la Primera División de fútbol sala al final de su primera temporada en Cartagena.
Durante las siguientes temporadas se convertiría en capitán del conjunto cartagenero.
El 23 de junio de 2024, logra el título de la Primera División de fútbol sala con el Jimbee Cartagena al vencer en la final a ElPozo Murcia por tres victorias a uno en el cuarto partido de la final.

## Clubes
- ElPozo Ciudad de Murcia (2012-2013)
- ElPozo Murcia  (2013-2014)
- Ribera Navarra Fútbol Sala (2014-2015)
- Jimbee Cartagena (2015-actualidad)

## Palmarés

### Colectivos
- 1 x Ascenso a Primera División de fútbol sala (2016)
- 2 x Supercopa de España (2024) (2025)
- 2 x Primera División de fútbol sala (2024) (2025)